# Dharangaon
Dharangaon (o Darangaon) è una città dell'India di 33.618 abitanti, situata nel distretto di Jalgaon, nello stato federato del Maharashtra. In base al numero di abitanti la città rientra nella classe III (da 20.000 a 49.999 persone).

## Geografia fisica
La città è situata a 21° 1' 0 N e 75° 16' 0 E e ha un'altitudine di 212 m s.l.m..

## Società

### Evoluzione demografica
Al censimento del 2001 la popolazione di Dharangaon assommava a 33.618 persone, delle quali 17.268 maschi e 16.350 femmine. I bambini di età inferiore o uguale ai sei anni assommavano a 4.472, dei quali 2.365 maschi e 2.107 femmine. Infine, coloro che erano in grado di saper almeno leggere e scrivere erano 22.162, dei quali 12.785 maschi e 9.377 femmine.